# Lesica (Wybrzeże Trzebiatowskie)
Lesica – najwyższe wzniesienie Wybrzeża Trzebiatowskiego o wysokości 40,0 m n.p.m., położone w odległości ok. 0,7 km od Morza Bałtyckiego, w woj. zachodniopomorskim, w powiecie gryfickim, w północnej części gminy Trzebiatów. Rośnie na niej bór sosnowy.
Znajduje się ok. 5,5 km na południowy zachód od Mrzeżyna, ok. 2,8 km na północ od Włodarki i ok. 4,8 km na północny wschód od Pogorzelicy. 
Do 2011 roku obszar należał do jednostki wojskowej 78 Pułku Rakietowego Obrony Powietrznej. Teren wzniesienia został objęty specjalnym obszarem ochrony siedlisk Trzebiatowsko-Kołobrzeski Pas Nadmorski oraz obszarem specjalnej ochrony ptaków „Wybrzeże Trzebiatowskie” (obszary Natura 2000).
Nazwę Lesica wprowadzono urzędowo rozporządzeniem w 1949 roku, zastępując poprzednią niemiecką nazwę Königs-Berg.